# Prijutnoe
Prijutnoe (in russo Приютное?; in calmucco Әмтә Нур) è un villaggio della Russia, situato in Calmucchia. Appartiene al rajon Prijutnenskij del quale è il centro amministrativo.
Il villaggio si trova nella depressione del Kuma-Manyč del bassopiano sarmatico, 66 km a sud-ovest della città di Ėlista. A nord-ovest del villaggio scorre il fiume Nain-Šara.